# 與聲優夜遊
《與聲優夜遊》（日文名：声優と夜あそび、英文名：SAY YOU TO YOASOBI ）是一個清談綜藝節目，自2018年4月2日起在網絡電視台ABEMA Anime LIVE頻道播放  。

## 節目概要
為配合AbemaTV Anime LIVE頻道啟用而開播的直播節目。逢星期一至週末晚上播出，每天由不同的聲優拍檔擔任節目主持。
由4月起至翌年3月為之一季，每季完結後都會大幅更新節目內容。
自『2020』到『2024』，大約每月會有一週所有直播及錄影節目都會暫停播映，而停播週期間會按照主題，重播各組的精選集數。自『2025』起，停播週會以「Connect Week」形式代替。

### 歷史
1st season（2018年4月 - 2019年3月）
4月2日首週為Special Week，每天進行120分鐘直播。在ABEMA Video上除了可以重溫完整節目外，還可以看到按環節劃分的「精彩片段」 。2018年7月16日起，在節目完結後新增題為「與聲優夜遊 延長戰」的額外短影片，片長5分鐘，在ABEMA Video上獨家播放。
2018年8月9日，節目於「朝日電視台・六本木Hills夏祭SUMMER STATION」內舉行了「與聲優的夏祭慶典（声優と夏まつりフェス）」。
2019年3月第二週（4日-10日）第一季節目告一段落，並且宣佈節目佈景及內容等將進行大規模更新。
2nd season（2019年4月 - 2020年3月）
2019年4月到9月期間，全星期的主持當中只有浪川大輔會每月更換拍檔。2019年只有4月8日進行了120分鐘直播 。另外，ABEMA Video中的節目重溫標題改成了「声優と夜あそび 2nd season」 ，同月亦開始支援海外播放。
4月15日（一）起逢星期一至五日本時間晚上8時40分，開始在Niconico生放送播放上一週的集數。
4月29日（一）至 5 月 3 日（五）的「AbemaTV開播3週年Special Week」中，星期一主持人安元洋貴連續五天每日登場。此外，4月30日（二）平成最後的直播於日本時間晚上10時30分至午夜12時放送，在節目完結的同時迎來了令和年代。
12月13日（五）舉行了節目首個公開直播錄影活動「夜遊Hero Show」。
第二季集數於3月27日全部播映完畢，同時公佈即將製作由新主持陣容領軍的「與聲優夜遊2020」。另外，製作組亦公佈了在新一季每集完結後將會播放「與聲優夜遊 繋」（音：Connect）。
2020（2020年4月 - 2021年3月）
新一季原定於2020年4月13日開始，但受新冠疫情影響而延至4月20日開播。
4月第四週（20日-26日）至6月第一週（1日-7日）播出特別篇，各組主持遙距進行節目直播，錄影的地點每天不同。另外，4月第五週進行了「12日連續直播！與聲優一起Stay Home Week！」，5月2日（六）及3日（日）也進行了90分鐘直播。星期六主持陣容包括安元洋貴、下野紘、浪川大輔、關智一、森久保祥太郎，星期日則有金田朋子及木村昴。
6月6日（六）關智一、金田朋子、木村昴進行突發直播，公佈了全新節目佈景，節目亦從8號開始在保持社交距離的情况下播出。另外，8月10日（一）起攝影廠內引入了隔板，令已有一段時間只能遙距錄影的嘉賓們可以重新回到攝影廠。
至第二季為止免費播放的「與聲優夜遊 延長戰」於2020年起改名為「與聲優夜遊 Premium」，變成只有Premium會員能夠觀看的內容。
12月26日（六）播出「與聲優夜遊2020 大忘年會SP」，聚集了星期一、星期三、星期四、星期五以及「繫」的主持人。
2021年2月7日（日）播出「與聲優夜遊 THE WEEKEND 緊急！手辦SP」的90分鐘直播節目，由安元洋貴及上坂菫兩人擔任主持。
3月18日（四）播出特備節目「聯合外景拍攝SP（合同ロケSP）」，由星期四主持人浪川大輔和石川界人，以及星期一主持人安元洋貴和仲村宗悟送上120分鐘直播節目。
3月19日（五）公佈節目將繼續製作新一季，隨後在3月第四週公佈將於4月3日（六）播放特備節目，交代新一季節目詳情。特備節目中除了公佈新一季主持人選外，亦宣佈新增每月一集的「與聲優夜遊 WEEKEND」。
2021（2021年4月 - 2022年3月）
直播節目由2021年4月12日開始，並在星期三首次採用三人主持制（第三人每四個月變更一次）。
4月第五週再次進行「12日連續直播！與聲優夜遊 黃金週Special Week！」，當中5月1日（六）及2日（日）為WEEKEND的直播節目。第一天的嘉賓是金田朋子，第二天的嘉賓有前野智昭、徳井青空及畠中祐。
6 月 1 日（二）至 4 日（五），星期一主持人安元洋貴作為特別嘉賓於全星期的節目中每天登場。這是自第二季以來他第二次連續五天參與拍攝。
6月14日（一）播放了第1000集紀念特備節目，放映時間加長至120分鐘。嘉賓為自第一季起擔任主持人的浪川大輔及關智一。
6月25日（五）開始播放每月一集的「The Session from與聲優夜遊」，為「WEEKEND」主持人森久保祥太郎與節目組合作製作的全新音樂節目。首集嘉賓是於第一及第二季擔任星期四主持的谷山紀章。
8月第三週（9日-15日）進行了2021年第二次12日連續直播。8月14日（六）的主持是金田朋子及畠中祐，15日（日）則為「WEEKEND」的直播節目。
10月9日（六）在PACIFICO橫濱會展中心進行了「WEEKEND」的2小時公開直播錄影，嘉賓有畠中祐、岩田光央、小山剛志、石川界人、齋賀光希及高橋智秋。
12月27日（一）播出「與聲優夜遊2021 大忘年會SP」，2021年主持陣容16人中共有15人出席。節目內容包括「搞砸了大獎（やらかし大賞）」、金田朋子帶來的餘興節目及内田真礼的驚喜生日派對，而二次會則進行了「夜遊選手權」，最終「繋」隊伍贏得比賽並獲得22萬日元獎金。
2022年1月29日（六）舉行「與聲優夜遊Festival」，主持前野智昭、浪川大輔、石川界人、關智一、畠中祐、金田朋子、森久保祥太郎、仲村宗悟均有參加。活動上首度披露節目官方主題曲完成版，並公佈下年度節目將繼續播放。
3月第二週（7日-13日）陸續公佈了主持們的去留，並預告在26日（六）的「WEEKEND」中宣佈新體制。當日節目中除了公佈新一季主持人選外，亦宣佈逢星期六日本時間晚上9時將開始播放「與聲優夜遊 WALKERS」。
2022（2022年4月 - 2023年3月）
2022年4月11日起開播。佈景變成百老匯風格。
4月25日（一）至5月6日（五）進行12日連續直播。4月30日（六）及5月1日（日）為「WEEKEND」的直播節目。30日除了森久保祥太郎、安元洋貴以外，第一季的星期三主持人三上枝織也作為嘉賓登場。5月1日則是由金田朋子、仲村宗悟及2021年星期三主持人德井青空擔任主持。
5月13日（五）決定了官方吉祥物名稱「そびー（Sobi）」。
8月20日（六）至21日（日）為慶祝節目播映5週年，播放「與聲優夜遊 28小時電視大感謝祭～Say You Thank You～」長達28小時的節目，更獲得「24小時內在訂製化平台（Bespoke Platform）上最多播放次數的聲優節目影片」之健力士世界紀錄。
12月26日（一）舉行夜遊大忘年會，14位主持人中共有12位參加。
2023年2月12日（日）在Wonder Festival舉行「聲優與手辦 特備舞台活動」公開直播錄影。嘉賓是戶谷菊之介。
3月4日（六）舉辦「與聲優夜遊Festival 2022」。日場出席聲優包括安元洋貴、岡木信彥、森久保祥太郎、蒼井翔太、浪川大輔、仲村宗悟、金田朋子，夜場出席聲優除了安元、岡本、森久保、蒼井和仲村外，還有上坂堇、關智一及石川界人。與去年一樣，夜場尾段時宣佈了來年節目將繼續播放。
3月第二週（6日-12日）陸續宣佈主持陣容的去留，並於本季節目最後一集4月1日（六）的「WEEKEND」公佈了來年的新體制。
4月1日的節目上公佈，白井佑介、鈴木愛奈及花江夏樹將分別擔任星期一、星期三及星期四的主持，而曾擔任『1nd』及『2nd』星期四主持的谷山紀章將回歸星期二。「WALKERS」逢星期一至五日本時間晚上11時30分至11時50分播出，由森久保祥太郎與每週嘉賓擔綱主持。「WEEKEND」維持每月播出一集，但將首度以公開現場直播形式收錄，主持人是石川界人。
2023（2023年4月 - 2024年3月）
2023年4月10日播放第一集。平日由「繫」、直播、「WALKERS」三個節目組成。
8月11日（五）至12日（六）連續第二年直播「與聲優夜遊28小時電視大感謝祭」。今年的主題是「再挑戰（Challenge Again）」。節目尾聲時宣佈Sobi將被動畫化，主持們於節目內創作的角色也將在作品中登場，角色設計由插畫師夫婦なつめさんち負責。各主持將為自己創作的角色配音。 
9月25日（一）星期一主持白井悠介從節目畢業。
10月2日（一）八代拓接棒擔任星期一主持。
10月29日（日）節目首次舉辦萬聖節活動「與聲優夜遊 萬聖節見面會」。日場、夜場的主持均為安元洋貴、白井悠介、浪川大輔、金田朋子、仲村宗悟、前野智昭及代永翼。
12月26日（二）舉行夜遊大忘年會，15位主持人中共有13位參加。
2024年3月3日（日）舉辦「與聲優夜遊Festival2023」。安元洋貴、白井悠介、浪川大輔、關智一、岡本信彦、金田朋子、仲村宗悟、石川界人、Sobi出席。夜場尾段時宣佈了來年節目將繼續播放。
3月11日（一）至15日（五）Sobi的動畫「行くだもも！そびー」在節目內（WALKERS結束後）公開。同時正式公布由佐藤花擔任Sobi的配音。
3月第二週（11日-16日）陸續宣佈主持陣容的去留。
3月24日（日）「聲優與手辦」播出最後一集，之後予定會以特別節目形式播出。
3月25日（一）舉行新體制公開Special。新加入的芹澤優及菲魯茲·藍將分別擔任星期二及星期五的主持，而曾擔任『2021』星期五主持的畠中祐將回歸「繫」。而且公布將新增設「星期六」檔並取代「WEEKEND」及「WALKERS」。關智一亦在節目開播第7年首次與女性聲優合作。
2024（2024年4月 - 2025年3月）
2024年4月15日播放第一集。而「繫」亦在進行當季唯一一次直播。
4月21日（日）在「高知アニクリ祭2024」進行公開直播。當天出席為森久保祥太郎、仲村宗悟、金田朋子、畠中祐。
9月16日（一）至20日（五）作為「ABEMA動漫祭」的其中一個企劃在109電影院Premium新宿進行公開直播。
9月22日（日）至23日（一）連續第三年直播「與聲優夜遊28小時電視大感謝祭」。今年的主題是「滿滿都是大家的愛啊!!!!!!!」。並且作為「ABEMA動漫祭」的閉幕式。
12月26日（日）舉行夜遊大忘年會。14位主持人中共有13位參加。
2025年3月9日（日）舉辦「與聲優夜遊Festival2024」を開催。安元洋貴、八代拓、上坂堇、芹澤優、森久保祥太郎、石川界人、浪川大輔、關智一、岡本信彦、仲村宗悟、金田朋子、畠中祐、Sobi出席。日場公布節目將繼續播放，夜場公布將新增設「星期日」檔。
3月第二週（10日-15日）陸續宣佈主持陣容的去留。
3月17日第三週（17日-22日）公布下年度新主持會在4月5日（六）至11日（五）以問答題形式公開提示，而新主持及組合形式將會在新季度第一週（4月14日-20日）陸續公布。
2025（2025年4月 - ）
2025年4月13日（日）「Connect」以新季度特番進行直播。當天公布當季「Connect」將由金田朋子及Sobi擔任，並以「Connect Week」形式取代每月一次的休息週。也公布播出時間除了星期六提前一小時(21:00 - 22:30)播放外，其餘不變。同時亦公布福西勝也及川島零士加入成為新主持。
4月14日（一）開始播放，並陸續公布新主持組合，而星期六再次採用三人主持制。新加入的小林千晃、入野自由、小野賢章、川島零士、福西勝也及長繩麻理亞將分別擔任星期一、星期二、星期四、星期五、星期六及星期日的主持。曾擔任『2nd』至『2023』主持的下野紘再度回歸星期二，成為繼谷山紀章、畠中祐之後，第三個畢業後再回歸的主持。浪川大輔在今季度從節目開播後一直擔任的星期四主持移至星期三。另一方面，從『2nd』起擔任星期一主持的安元洋貴、節目開播後一直擔任星期五主持的關智一及『2024』起擔任星期六主持的岡本信彦於今季度則維持不變。今季度亦自節目開播以來，首次星期一至六的主持陣容全為男性。

## 主持
節目中主持會被稱為「夜遊MC」或「夜遊成員」。

### 現時主持
『2025』
(MC)負責主導節目進程。
星期一「#安元小林と夜あそび」
- 安元洋貴（2019年4月8日 - ）
- 小林千晃 (MC)（2025年4月14日 - ）

星期二「#下野入野と夜あそび」
- 下野紘 (MC) (2019年4月10日 - 2024年3月19日・2025年4月15日 - ) [注 5]
- 入野自由（2025年4月15日 - ）

星期三「#浪川八代と夜あそび」
- 浪川大輔（2018年4月5日 - ）[注 6]
- 八代拓 (MC) （2023年10月2日 - ）[注 7]

星期四「#小野花江と夜あそび」
- 小野賢章 (MC)（2025年4月17日 - ）
- 花江夏樹（2023年4月13日 - ）

星期五「#関川島と夜あそび」
- 關智一（2018年4月6日 - ）
- 川島零士 (MC) （2025年4月18日 - ）

星期六「#森久保岡本福西と夜あそび」
- 森久保祥太郎（2020年4月24日 - ）[注 8]
- 岡本信彦 (MC)（2022年4月11日 - ）[注 9]
- 福西勝也（2025年4月19日 - ）

星期日「#芹澤長縄と夜あそび」
- 芹澤優 (MC)（2024年4月16日 - ）[注 10]
- 長繩麻理亞 （2025年4月20日 - ）

繋 (CONNECT)「#金田そびーと夜あそび」
- 金田朋子（2019年4月9日 - ）[注 11]
- Sobi (そびー)

節目吉祥物角色，『2022』起登場的鼯鼠妖精。會在不同的日子不定期地出現，不僅參加節目單元，有時還擔任主持人。『2025』擔任繋 (CONNECT) MC。
- 年齢：5歳
- 出生日：5月13日
- 喜歡的東西：蘭姆酒葡萄乾
- CV：佐藤花

### 過去主持
※這裡顯示的是最終畢業年度、擔任時期及日子。
1st season
- 佐藤拓也（星期五、2018年4月6日 - 2018年9月28日）
- 緒方恵美（星期一、2018年4月2日 - 2019年3月18日）
- 内田彩（星期一、2018年4月2日 - 2019年3月18日）
- 小野友樹（星期二、2018年4月3日 - 2019年3月19日）
- 大坪由佳（星期二、2018年4月3日 - 2019年3月19日）
- 五十嵐裕美（星期三、2018年4月4日 - 2019年3月20日）
- 三上枝織（星期三、2018年4月4日 - 2019年3月20日）

2nd season
- 江口拓也（星期一、2019年4月8日 - 2020年3月23日）
- 大河元氣（星期五、2019年4月12日 - 2020年3月27日）

2021
- 前野智昭（星期一、2021年4月12日 - 2022年3月21日）
- 小松未可子（星期三、2020年4月22日 - 2022年3月23日）
- 木村昴（繋、2018年10月5日 - 2022年3月25日）[注 12]

2022
- 高橋智秋（星期二、2022年4月12日 - 2023年3月21日）
- 蒼井翔太（星期三、2022年4月13日 - 2023年3月22日）
- 細谷佳正（星期四、2022年4月14日 - 2023年3月23日）
- 內田真禮（WALKERS、2019年4月10日 - 2023年3月25日）[注 13]

2023
- 白井悠介（星期一、2023年4月10日 - 2023年9月25日）
- 谷山紀章（星期二、2018年4月5日 - 2019年3月21日・2019年10月3日 - 2020年3月26日・2023年4月11日 - 2024年3月19日）[注 14]
- 鈴木愛奈（星期三、2023年4月12日 - 2024年3月20日）

2024
- 上坂堇（星期二、2020年4月22日 - 2025年3月18日）[注 15]
- 石川界人（星期三、2020年4月23日 - 2025年3月19日）[注 16]
- 菲魯茲·藍（星期五、2024年4月19日 - 2025年3月21日）
- 仲村宗悟（星期六、2020年4月20日 - 2025年3月22日）[注 17]
- 畠中祐（繋、2021年4月16日 - 2022年3月25日・2024年4月15日 - 2025年3月21日）[注 18]

### 主持變遷
※根據hashtag(#)排序
| 時期       | 時期    | 時期   | 星期一   | 星期一   | 星期二   | 星期二   | 星期三       | 星期三       | 星期三   | 星期三     | 星期四   | 星期四   | 星期五 | 星期五       | 星期六       | 星期六     | 星期六     | 星期六     | 星期日     | 星期日     | 繫（Connect） | 繫（Connect） | 繫（Connect） | WEEKEND      | WEEKEND    | WALKERS      | WALKERS      |
| ---------- | ------- | ------ | -------- | -------- | -------- | -------- | ------------ | ------------ | -------- | ---------- | -------- | -------- | ------ | ------------ | ------------ | ---------- | ---------- | ---------- | ---------- | ---------- | ------------- | ------------- | ------------- | ------------ | ---------- | ------------ | ------------ |
| 1st season | 2018.4  | 2018.9 | 緒方恵美 | 内田彩   | 小野友樹 | 大坪由佳 | 五十嵐裕美   | 五十嵐裕美   | 三上枝織 | 三上枝織   | 浪川大輔 | 谷山紀章 | 關智一 | 佐藤拓也     | （未開設）   | （未開設） | （未開設） | （未開設） | （未開設） | （未開設） | （未開設）    | （未開設）    | （未開設）    | （未開設）   | （未開設） | （未開設）   | （未開設）   |
| 1st season | 2018.10 | 2019.3 | 緒方恵美 | 内田彩   | 小野友樹 | 大坪由佳 | 五十嵐裕美   | 五十嵐裕美   | 三上枝織 | 三上枝織   | 浪川大輔 | 谷山紀章 | 關智一 | 木村昴       | （未開設）   | （未開設） | （未開設） | （未開設） | （未開設） | （未開設） | （未開設）    | （未開設）    | （未開設）    | （未開設）   | （未開設） | （未開設）   | （未開設）   |
| 2nd season | 2019.4  | 2019.9 | 安元洋貴 | 江口拓也 | 金田朋子 | 木村昴   | 下野紘       | 下野紘       | 內田真禮 | 內田真禮   | 浪川大輔 | 每月MC   | 關智一 | 大河元気     | （未開設）   | （未開設） | （未開設） | （未開設） | （未開設） | （未開設） | （未開設）    | （未開設）    | （未開設）    | （未開設）   | （未開設） | （未開設）   | （未開設）   |
| 2nd season | 2019.10 | 2020.3 | 安元洋貴 | 江口拓也 | 金田朋子 | 木村昴   | 下野紘       | 下野紘       | 內田真禮 | 內田真禮   | 浪川大輔 | 谷山紀章 | 關智一 | 大河元気     | （未開設）   | （未開設） | （未開設） | （未開設） | （未開設） | （未開設） | （未開設）    | （未開設）    | （未開設）    | （未開設）   | （未開設） | （未開設）   | （未開設）   |
| 2020       | 2020.4  | 2021.3 | 安元洋貴 | 仲村宗悟 | 下野紘   | 內田真禮 | 小松未可子   | 上坂堇       | 上坂堇   | （不存在） | 浪川大輔 | 石川界人 | 關智一 | 森久保祥太郎 | （未開設）   | （未開設） | （未開設） | （未開設） | （未開設） | （未開設） | 金田朋子      | 木村昴        | 木村昴        | （未開設）   | （未開設） | （未開設）   | （未開設）   |
| 2021       | 2021.4  | 2022.3 | 安元洋貴 | 前野智昭 | 下野紘   | 內田真禮 | 小松未可子   | 上坂堇       | 上坂堇   | MC輪流替換 | 浪川大輔 | 石川界人 | 關智一 | 畠中祐       | （未開設）   | （未開設） | （未開設） | （未開設） | （未開設） | （未開設） | 金田朋子      | 木村昴        | 木村昴        | 森久保祥太郎 | 仲村宗悟   | （未開設）   | （未開設）   |
| 2022       | 2022.4  | 2023.3 | 安元洋貴 | 岡本信彦 | 高橋智秋 | 上坂堇   | 森久保祥太郎 | 森久保祥太郎 | 蒼井翔太 | 蒼井翔太   | 浪川大輔 | 細谷佳正 | 關智一 | 仲村宗悟     | （未開設）   | （未開設） | （未開設） | （未開設） | （未開設） | （未開設） | 金田朋子      | 石川界人      | 石川界人      | MC洗牌       | MC洗牌     | 下野紘       | 內田真禮     |
| 2023       | 2023.4  | 2023.9 | 安元洋貴 | 白井悠介 | 谷山紀章 | 下野紘   | 上坂堇       | 上坂堇       | 鈴木愛奈 | 鈴木愛奈   | 浪川大輔 | 花江夏樹 | 關智一 | 岡本信彦     | （未開設）   | （未開設） | （未開設） | （未開設） | （未開設） | （未開設） | 金田朋子      | 仲村宗悟      | 仲村宗悟      | 石川界人     | 石川界人   | 森久保祥太郎 | 森久保祥太郎 |
| 2023       | 2023.10 | 2024.3 | 安元洋貴 | 八代拓   | 谷山紀章 | 下野紘   | 上坂堇       | 上坂堇       | 鈴木愛奈 | 鈴木愛奈   | 浪川大輔 | 花江夏樹 | 關智一 | 岡本信彦     | （未開設）   | （未開設） | （未開設） | （未開設） | （未開設） | （未開設） | 金田朋子      | 仲村宗悟      | 仲村宗悟      | 石川界人     | 石川界人   | 森久保祥太郎 | 森久保祥太郎 |
| 2024       | 2024.4  | 2025.3 | 安元洋貴 | 八代拓   | 上坂堇   | 芹澤優   | 森久保祥太郎 | 森久保祥太郎 | 石川界人 | 石川界人   | 浪川大輔 | 花江夏樹 | 關智一 | 菲魯茲·藍    | 岡本信彦     | 岡本信彦   | 仲村宗悟   | 仲村宗悟   | （未開設） | （未開設） | 金田朋子      | 畠中祐        | 畠中祐        | （廢除）     | （廢除）   | （廢除）     | （廢除）     |
| 2025       | 2025.4  |        | 安元洋貴 | 小林千晃 | 下野紘   | 入野自由 | 浪川大輔     | 浪川大輔     | 八代拓   | 八代拓     | 小野賢章 | 花江夏樹 | 關智一 | 川島零士     | 森久保祥太郎 | 岡本信彦   | 福西勝也   | 福西勝也   | 芹澤優     | 長繩麻理亞 | 金田朋子      | Sobi          | 每月MC        | （廢除）     | （廢除）   | （廢除）     | （廢除）     |